# 崔碧珈
崔碧珈（英語：Anita Chui Pik Ka，1988年5月27日—），香港女演員，獲前經理人黃柏高和導演錢國偉賞識主演電影《辣警霸王花》，2012年在香港人正式出道後而獲得關注。

## 簡歷

### 成長背景
崔碧珈來自小康家庭，爸爸從事金融生意，從小培養崔碧珈對數學的興趣。媽媽是家庭主婦，妹妹任職精神科護士，弟弟現為財經公關。崔碧珈從小成績優異，曾就讀九龍塘約克國際幼稚園和約克英文小學，中學被派位入讀何文田五旬節中學。
崔碧珈從小獲父母栽培，三歲開始學鋼琴，十三歲獲得英國皇家音樂學院鋼琴八級資歷。課餘時間，崔碧珈五歲開始同時接受公文式教育，主攻英文與數學。崔碧珈在學校裏活躍參加各種運動和表演藝術，小學時期參加乒乓球隊，中學時期連續四年代表學校參加英詩朗誦個人比賽和合唱團以及校際排球隊。

### 赴英升學
因為崔碧珈的外婆在英國居住的關係，赴英國上學。就讀大學時期的崔碧珈，在英國參與多部舞台劇演出和舞蹈表演，並且是謝菲爾德大學啦啦隊隊員，代表自己學校在全英國120所大學中比賽。

### 入行經過
2012年，24歲的崔碧珈在碩士二年級就讀期間，放假回港時，認識了太陽娛樂文化金牌經理人黃柏高，因此決定放棄英國碩士課程，留港發展演藝事業，簽約為期五年的經理人合約，同年太陽娛樂文化安排崔碧珈在香港跟隨詹瑞文和彭秀慧老師上演戲課程。

### 影視發展
2014年，獲導演錢國偉賞識，主演電影《辣警霸王花》正式出道，隨後拍攝多部香港電影。
2016年夏天，崔碧珈推出了首本個人寫真Sweat Anita，拍攝地方為香港和澳門。
2017年1月，崔碧珈和太陽娛樂文化完結了五年的經理人合約，她為了在影視行業能更想一層樓，決定到英國倫敦的知名演藝學府London Met Film School進修演技和幕後製作課程深造一年。

### 同步電影監製發展
2018年5月，獲法籍設計師Christope Guillarme邀請和法國演員Patricia Contreras同時踏上紅地氈，出席第71屆康城電影節，並在當地遇上法國電影導演Charles Guerin Surville，展開了崔碧珈的第一個出任聯合監製並同時擔任演員的法國意大利合拍電影項目Follia，為了籌備這個項目，她每個月都會從香港飛到巴黎跟進，大部份時間留在歐洲。
2019年1月，法國意大利合拍電影Follia正式在意大利西西里島和法國巴黎開機，拍攝長達三個月。同年5月，崔碧珈受著名瑞士奢華鐘錶蕭邦老闆娘Caroline Scheufele的邀請，第2次出席第72屆康城電影節的閉幕頒獎典禮，再次踏上紅地氈，被法媒介紹為首位參與製作法國電影的華人，更於法國康城 World Bloggers Awards 成為首位被提名[最佳網上影響力藝人]之華人演員，IG粉絲人數超過45萬。身在法國，同時亦為她的第二本以生酮飲食為題材的寫真撰寫內容，並在同年6月在日本東京拍攝，7月在香港和澳門各大便利店和書局公開發售，得到正面評價。
2020年1月，崔碧珈首次到美國洛杉磯為一荷里活動作電影跟隨前蜘蛛俠的動作指導Tim Storms進行動作訓練。同年三月因為COVID-19的情況，此電影暫停訓練和延遲開機，崔碧珈回到香港。

### 歌影視三棲發展
在2020年至2022年疫情期間，一直對音樂有濃烈興趣的崔碧珈在香港跟隨幾位知名的歌唱老師學習唱歌，包括Christine Samson、張佳添、Jessica Lam，並在金浪音樂文化跟隨John Whiffen學習流行音樂鋼琴，再加上密集式的舞蹈訓練，希望能成為更多元化的歌手。
2022年1月，崔碧珈簽約於框格音樂事務長達10年的經理人合約，其經理人為鄧慧詩小姐，決定在歌影視三棲同時發展。同年6月14日，也是框格音樂事務的十五周年，在香港九龍香格里拉酒店宴會廳舉行了記者招待會，當日崔碧珈與鄧慧詩小姐進行加盟框格音樂事務的藝人簽約儀式，Anita 並且宣布第一首單曲《Get It Right》正式派台，以及以「彈、跳、唱」現場演繹新歌。同年10月獲法國巴黎HERMES邀請出席巴黎時裝周。11月推出第2支單曲<小丑與王后>。
2023年4月，其首部監製兼主演的法國意大利電影《FOLLIA》，被第45屆莫斯科國際電影節選中為全球首映公映，Anita夥同戲中俄羅斯籍男主角Danil Vorobiev前往莫斯科出席紅地氈開幕儀式為電影宣傳。接着同年5月，再繼續與法藉電影團隊現身法國康城，出席第76屆康城影展為新片造勢。今次已經是Anita第三次到康城，電影《FOLLIA》由籌備到上畫長達五年。《FOLLIA》於意大利西西里島拍攝，是一部愛情電影，語言為法意英中4種語言。由法藉女演員Manal Issa和意大利藉男演員Stefano Cassetti擔任男女主角，Anita除了是監製也有參演一角。9月20日在法國香榭麗舍大道舉行首映且全國院線上映。
2024年《FOLLIA》1月在比利時和2月在奧地利戲院分別上映。預計第二季將在歐洲等地陸續上映。同年2月Anita在新加坡和馬來西亞跟一眾演員忙於宣傳新戲《小販之王》，也是Anita為電影插曲《跌殤》首次作曲和填詞，更在現場演唱新歌，獲得大眾一致好評。自去年底起，先後有國際經紀公司向提出，邀請Anita到海外發展，經詳細商討後，經理人鄧慧詩小姐與其中一家海外公司達成互利方案，同年3月同意與Anita提前完約，舊經理人公司祝Anita海外發展順利，事業更上一層樓。

## 演出作品

### 電影
- 《喜愛夜蒲2》（2012）
- 《百星酒店》（2013）
- 《飛虎出征》（2013）
- 《溝女不離三兄弟》（2013）
- 《Delete愛人》（2014）
- 《壹獄壹世界：高登闊少踎監日記》（2015）
- 《港囧》（2015）
- 《沒女神探》（2015）
- 《PG戀愛指引》（2016）
- 《老笠》（2016）
- 《辣警霸王花》（2016）
- 《失戀日》（2017）
- 《今晚打喪屍》（2017）
- 《东方华尔街》（2018）
- 《幼兒怨》（2018）
- 《獅子山上》（2019）
- 英國電影《THE AUDITION》（2022）[17]
- 法國電影《FOLLIA》（2023）(同時出任監製)
- 《小販之王》（2024）
- 《我的前世情人》（2024）

### 電視劇/網劇
- 《反黑》（2017）
- 《東方華爾街》（2018）
- 香港電台電視單元劇《我的家庭醫生3之等價交換》（2018）

## 音樂作品

### 單曲
| 推出日期 | 曲目         | 作曲                | 填詞              | 編曲                                  | 監製             | 備註                 |
| 2022年   |              |                     |                   |                                       |                  |                      |
| 6月14日  | Get it Right | 何家銘／Adrian Chan | 陳智霖            | TonYnoT／何家銘                       | Adrian Chan      |                      |
| 11月14日 | 小丑與皇后   | 張佳添              | 黃敬佩／張佳添    | Kelly C                               | 張佳添           |                      |
| 2024年   |              |                     |                   |                                       |                  |                      |
| 3月7日   | 跌殤         | 崔碧珈              | 崔碧珈／Link Ling | Adrian Zagoritis／Riccardo Mazzamauro | Adrian Zagoritis | 電影《小販之王》插曲 |

### 派台歌曲成績
| 派台歌曲成績（五台） | 派台歌曲成績（五台） | 派台歌曲成績（五台） | 派台歌曲成績（五台） | 派台歌曲成績（五台） | 派台歌曲成績（五台） | 派台歌曲成績（五台） | 派台歌曲成績（五台） |
| -------------------- | -------------------- | -------------------- | -------------------- | -------------------- | -------------------- | -------------------- | -------------------- |
| 唱片                 | 歌曲                 | 903                  | RTHK                 | 997                  | TVB                  | ViuTV                | 備註                 |
| 2022年               |                      |                      |                      |                      |                      |                      |                      |
|                      | Get it Right         | -                    | -                    | -                    | -                    | -                    |                      |
|                      | 小丑與皇后           | -                    | -                    | -                    | -                    | -                    |                      |
| 2024年               |                      |                      |                      |                      |                      |                      |                      |
|                      | 跌殤                 | -                    | -                    | -                    | -                    | -                    | 電影《小販之王》插曲 |

| 各台冠軍歌總數（五台） | 各台冠軍歌總數（五台） | 各台冠軍歌總數（五台） | 各台冠軍歌總數（五台） | 各台冠軍歌總數（五台） | 各台冠軍歌總數（五台）              | 各台冠軍歌總數（五台） |
| ---------------------- | ---------------------- | ---------------------- | ---------------------- | ---------------------- | ----------------------------------- | ---------------------- |
| 903                    | RTHK                   | 997                    | TVB                    | ViuTV                  | 備註                                |                        |
| 0                      | 0                      | 0                      | 0                      | 0                      | 五台冠軍歌總數：0 四台冠軍歌總數：0 |                        |

- （*）上榜中
- （-）未能上榜
- （×）沒有派往該台
- （(1)）兩週冠軍

## 出版
- 2016年
  - 崔碧珈運動寫真集
- 2019年
  - 崔碧珈的生酮秘笈[18]

## 廣告
- 2013年
  - 太子餅店
  - Perfection唯美主義
  - Miai珠寶
- 2018年
  - Reface Clinic
- 2020年
  - 紹香園[19]
  - Durex
  - Biggerfit網上購物平台
- 2021年
  - 加心康

## 外部連結
- 崔碧珈的Facebook專頁
- 崔碧珈的Instagram帳戶 （页面存档备份，存于）
- 崔碧珈的Weibo微博帳戶 （页面存档备份，存于）
- 崔碧珈的YouTube Channel （页面存档备份，存于）
- 崔碧珈在香港影庫上的簡介